# Diritto d'offesa
Diritto d'offesa (Skokie) è un film TV del 1981 diretto da Herbert Wise, ispirato ai cosiddetti "fatti di Skokie", che sfociarono in una sentenza del 14 giugno 1977 della Corte suprema degli Stati Uniti d'America.

## Trama
La pacifica cittadina di Skokie, nella periferia nord di Chicago, viene sconvolta quando Frank Collin, astuto politico neonazista, la sceglie come luogo del prossimo raduno del suo Partito Nazionalsocialista d'America. Quasi il 40% della popolazione di Skokie è ebrea, con molti sopravvissuti all'Olocausto e la marcia viene vista come un monito e un promemoria dei loro giorni come prigionieri nei campi di concentramento. La comunità ebraica decide quindi di opporsi a tutti i costi alla manifestazione, per assicurarsi che l'Olocausto non venga mai dimenticato o che simili fatti non vengano più permessi.
I leader moderati Bert Silverman (Eli Wallach) e l'abate Rosen (Carl Reiner) consigliano alla comunità ebraica di ignorare i neonazisti, consigliando una strategia di "quarantena", isolando l'incontro, ignorando totalmente la presenza neonazista e rifiutando di essere provocati. La loro logica è semplice: se la comunità ebraica rifiuta di riconoscere la manifestazione rifiuta anche qualsiasi pubblicità sui mass media e l'incontro sarà inutile e presto dimenticato.
Ma Max Feldman (Danny Kaye, in una magistrale interpretazione drammatica), sopravvissuto all'Olocausto, contesta la loro tesi. Quasi 40 anni prima, in Germania, gli fu detto di ignorare i nazisti e prima che se ne rendesse conto era in un campo di concentramento. Ma questa volta agirà ed è pronto a spargere sangue se necessario. Guidati da questo portavoce de facto, la maggior parte dei membri della comunità accetta di protestare.